# Сухопутні війська СРСР
Сухопу́тні війська́ Збройних сил СРСР (СВ ЗС СРСР) — вид збройних сил колишньої Радянської армії, що був призначений для ведення бойових дій переважно на суходолі, найчисленніший і різноманітний за озброєнням і способами ведення бойових дій. За своїми бойовими можливостями був здатний самостійно або у взаємодії з іншими видами збройних сил вести наступ з метою розгрому угруповань військ противника і оволодіння його територією, завдавати вогневих ударів на велику глибину, відбивати вторгнення противника, його великі повітряні і морські десанти, міцно утримувати займані території, райони і рубежі. У своєму складі СВ ЗС СРСР мали різні роди військ, спеціальні війська, частини і з'єднання спеціального призначення (СпП) і служби. В організаційному відношенні СВ складалися з підрозділів, частин, з'єднань і об'єднань.

## Історія, призначення та склад
Сухопутні війська ЗС СРСР організаційно входили до складу Збройних сил СРСР разом з Ракетними військами стратегічного призначення, Військово-повітряними силами, Військами Протиповітряної оборони (ППО), Військово-Морським Флотом, Тил Збройних Сил, а також військами, що не входили до складу видів й родів військ, тобто окремі роди військ, як то — Війська Цивільної оборони (ЦО).
Радянські Сухопутні війська були оснащені ядерною і ракетною зброєю, звичайними видами зброї та бойової техніки, засобами зв'язку та транспорту. Вони складалися з родів військ і спеціальних військ. Родами військ у СВ ЗС СРСР були: ракетні війська сухопутних військ, артилерія, мотострілецькі війська, танкові війська, повітрянодесантні війська, війська протиповітряної оборони сухопутних військ.
Ракетні війська складають основу бойової могутності Сухопутні війська Вони призначені для нанесення потужних ядерних ударів по будь цілям, розташованим в тактичній і оперативній глибині оборони противника.
Артилерія була здатна здійснювати надійне вогневе забезпечення загальновійськових з'єднань в усіх видах бою і операції.
Мотострілецькі війська разом з танковими військами були головною ударною силою Сухопутних військ, які були здатні здійснювати марші на великі відстані, проривати глибоко ешелоновану оборону, насичену великою кількістю протитанкових засобів, гнучко маневрувати на полі бою, у високих темпах розвивати наступ вслід за ядерними ударами або потужним вогнем артилерії, успішно вести боротьбу з противником, який застосовує сучасні засоби боротьби.
Повітрянодесантні війська були призначені для захоплення та утримання районів в тактичній і оперативній глибині противника і успішно діяти у великому відриві від основних угруповань Сухопутних військ.
Війська протиповітряної оборони Сухопутних військ здатні забезпечити прикриття з'єднань і частин на малих, середніх і великих висотах. До спеціальних військ належать: інженерні війська, хімічні війська, радіотехнічні війська, війська зв'язку, автомобільні війська, дорожні війська, різні служби, а також частини і установи тилу.
Організаційно радянські Сухопутні війська були зведені в підрозділи, частини, з'єднання та об'єднання. У мирний час вищим військово-адміністративним об'єднанням був військовий округ (група військ). На чолі Сухопутні війська стояв головнокомандувач-заступник міністра оборони СРСР. Йому підпорядковувався Головний штаб Сухопутних військ, командувачі (начальники) родів військ, начальники спеціальних військ, головних управлінь, військово-навчальних закладів та науково-дослідних установ.
Після німецько-радянської війни 1941–1945 Сухопутні війська країни розвивалися на базі набутого бойового досвіду і подальшого вдосконалення зброї та бойової техніки. Вони були повністю моторизовані та механізовані. Стрілецькі війська (піхота) отримали нові види озброєння й броньовані бойові машини, що збільшило їх рухомість і створило можливість для ведення бою не тільки в пішому порядку, але й безпосередньо на бойових машинах. У Радянських Збройних силах в 1957 стрілецькі та механізовані дивізії були перетворені на мотострілецькі. Кавалерія до цього часу як рід військ втратила своє значення у всіх країнах і була розформована.
На початку 60-х рр. Сухопутні війська отримали на озброєння ракетно-ядерну зброю, досконалішу звичайну зброю і бойову техніку, сучасні засоби управління. На базі нової зброї і техніки та згідно з новими умовами ведення військових дій змінилися організаційна структура частин, з'єднань, об'єднань Сухопутних військ, способи їх застосування в бою і операції, а також методи навчання. Поява ядерної зброї викликала зміни в співвідношенні видів збройних сил. На перше місце вийшли Ракетні війська стратегічного призначення (стратегічні сили), але, попри це, Сухопутні війська продовжували залишатися одним з провідних і найбільш численним видом збройних сил. Подальший розвиток Сухопутних військ йшов з урахуванням вдосконалення їх організаційної структури, збільшення вогневої потужності і підвищення маневреності.

## Поділ Сухопутних військ ЗС СРСР
За територіальним принципом СВ ЗС СРСР поділялися на військові округи (групи військ), військові гарнізони:
- Московський військовий округ (МВО)
- Ленінградський військовий округ (ЛенВО)
- Прибалтійський військовий округ (ПрибВО)
- Білоруський військовий округ (БВО)
- Київський військовий округ (КВО)
- Прикарпатський військовий округ (ПрикВО)
- Одеський військовий округ (ОдВО)
- Північно-Кавказький військовий округ (СКВО)
- Закавказький військовий округ (ЗакВО)
- Приволзький військовий округ (ПриВО)
- Середньоазіатський військовий округ (САВО)
- Туркестанський військовий округ (ТуркВО)
- Уральський військовий округ (УрВО)
- Сибірський військовий округ (СибВО)
- Забайкальський військовий округ (ЗабВО)
- Далекосхідний військовий округ (ДВО)
- Північна група військ (СГВ)
- Центральна група військ (ЦГВ)
- Група радянських військ у Німеччині (ГРВН), пізніше — Західна група військ (ЗГВ)
- Південна група військ (ЮГВ)
- Група радянських військових спеціалістів на Кубі (ГСВСК)

### Головнокомандування Сухопутних військ ЗС СРСР
- Головнокомандувачі:
  - Маршал Радянського Союзу Жуков Г. К. (1946);
  - Маршал Радянського Союзу Конєв І. С. (1946–1950, 1955–1956);
  - Маршал Радянського Союзу Малиновський Р. Я. (1956–1957);
  - Маршал Радянського Союзу Гречко А. А. (1957–1960);
  - Маршал Радянського Союзу Чуйков В. І. (1960–1964);
  - генерал армії Павловський І. Г. (1967–1980);
  - Маршал Радянського Союзу Петров В. І. (1980–1985);
  - генерал армії Івановський Є. П. (1985–1989);
  - генерал армії Варенников В. І. (1989–1991).

## Сухопутні війська інших країн світу
- США — Армія США
- Україна — Сухопутні війська Збройних Сил України
- Японія — Сухопутні Сили Самооборони Японії
- Велика Британія — Британська армія
- Греція — Сухопутні війська Греції
- Італія — Сухопутні війська Італії
- Німеччина — Сухопутні війська Німеччини
- Франція — Сухопутні війська Франції
- Росія — Сухопутні війська Російської Федерації